# Boardman (Oregon)
Boardman é uma cidade localizada no estado norte-americano de Oregon, no Condado de Morrow.

## Demografia
Segundo o censo norte-americano de 2000, a sua população era de 2855 habitantes. 
Em 2006, foi estimada uma população de 3068, um aumento de 213 (7.5%).

## Geografia
De acordo com o United States Census Bureau tem uma área de 
10,2 km², dos quais 9,3 km² cobertos por terra e 0,9 km² cobertos por água. Boardman localiza-se a aproximadamente 94 m acima do nível do mar.

## Localidades na vizinhança
O diagrama seguinte representa as localidades num raio de 40 km ao redor de Boardman. 